# Жан Телер
Жан Телер (фр. Jean Teulère, 24 лютого 1954) — французький вершник.
Учасник Олімпійських Ігор 2004, 2016 років.